# غودوين أوكبارا
غودوين أوكبارا (بالإنجليزية: Godwin Okpara)‏ (مواليد 20 سبتمبر 1972) هو لاعب كرة قدم. يلعب مع منتخب نيجيريا لكرة القدم. سبق له أن لعب في كأس العالم لكرة القدم مع منتخب بلاده.

## روابط خارجية
- غودوين أوكبارا على موقع الاتحاد الدولي (مؤرشف)  (الإنجليزية)
- غودوين أوكبارا على موقع قاعدة بيانات كرة القدم.إي يو (الإنجليزية)
- غودوين أوكبارا على موقع ليكيب (الفرنسية)
- غودوين أوكبارا على موقع ناشيونال فوتبول تيمز (الإنجليزية)
- غودوين أوكبارا على موقع Soccerway.com (الإنجليزية)
- غودوين أوكبارا على موقع أوليمبيديا (الإنجليزية)